# The Huntsman (film 1920)
The Huntsman è un cortometraggio muto del 1920 diretto da John G. Blystone.

## Produzione
Il film fu prodotto dalla Fox Film Corporation.

## Distribuzione
Distribuito dalla Fox Film Corporation, il film - un cortometraggio in due bobine - uscì nelle sale cinematografiche USA il 7 novembre 1920.